# Gent-Wevelgem 2016
Gent-Wevelgem 2016 var den 78. udgave af cykelløbet Gent-Wevelgem. Det var det syvende arrangement på UCI's World Tour-kalender i 2016 og blev arrangeret 27. marts 2016. Løbet blev vundet af Peter Sagan

## Hold og ryttere
| | 18 UCI World Tour-hold                                                                       |                                                                                        | 7 Wildcard |
| --- | -------------------------------------------------------------------------------------------- | -------------------------------------------------------------------------------------- | --- |
| - Ag2r-La Mondiale - Astana Pro Team - BMC Racing Team - Cannondale - Dimension Data - Etixx-Quick Step | - FDJ - Team Giant-Alpecin - IAM Cycling - Team Katusha - Lampre-Merida - Team LottoNL-Jumbo | - Lotto-Soudal - Movistar Team - Orica-GreenEDGE - Team Sky - Tinkoff - Trek-Segafredo | - Bardiani CSF - CCC Sprandi Polkowice - Cofidis - Direct Énergie - Roompot-Oranje Peloton - Topsport Vlaanderen-Baloise - Wanty-Groupe Gobert |

### Danske ryttere
- Lars Bak kørte for Lotto-Soudal
- Michael Mørkøv kørte for Team Katusha
- Matti Breschel kørte for Cannondale Pro Cycling Team
- Søren Kragh Andersen kørte for Team Giant-Alpecin
- Magnus Cort kørte for Orica-GreenEDGE

### Dødsfald
Den belgiske cykelrytter Antoine Demoitié fra Wanty-Groupe Gobert mistede livet efter løbet, som følge af en motorcykelpåkørsel under løbet. Det var hans blot andet World Tour-løb.

## Resultater
|    | Rytter               | Hold               | Tid     |
| -- | -------------------- | ------------------ | ------- |
| 1  | Peter Sagan          | Tinkoff            | 5:55.16 |
| 2  | Sep Vanmarcke        | Team LottoNL-Jumbo | + 0     |
| 3  | Vjatjeslav Kuznetsov | Team Katusha       | + 0     |
| 4  | Fabian Cancellara    | Trek-Segafredo     | + 0     |
| 5  | Arnaud Démare        | FDJ                | + 12    |
| 6  | Fernando Gaviria     | Etixx-Quick Step   | + 12    |
| 7  | Jürgen Roelandts     | Lotto-Soudal       | + 12    |
| 8  | Jacopo Guarnieri     | Team Katusha       | + 12    |
| 9  | Greg Van Avermaet    | BMC Racing Team    | + 12    |
| 10 | Michael Mørkøv       | Team Katusha       | + 12    |